# Фон Гроув (Пенсилванија)
Фон Гроув (енгл. Fawn Grove) град је у америчкој савезној држави Пенсилванија.

## Демографија
По попису из 2010. године број становника је 452, што је 11 (-2,4%) становника мање него 2000. године.
| Група             | 2000.       | 2010.       |
| Белци             | 455 (98,3%) | 446 (98,7%) |
| Афроамериканци    | 1 (0,2%)    | 0 (0,0%)    |
| Азијати           | 1 (0,2%)    | 1 (0,2%)    |
| Хиспаноамериканци | 5 (1,1%)    | 2 (0,4%)    |
| Укупно            | 463         | 452         |